# Zoku Miyamoto Musashi - Ichijōji no kettō
Zoku Miyamoto Musashi - Ichijōji no kettō (続宮本武蔵 一乗寺の決闘? lett. "Seguito di Miyamoto Musashi - Il duello di Ichijōji") è un film del 1955 diretto da Hiroshi Inagaki.
Si tratta del secondo capitolo della Trilogia del Samurai, iniziata con Miyamoto Musashi (1954) e terminata con Miyamoto Musashi kanketsuhen - Kettō Ganryūjima (1956).